# Director supremo del Cile
Il Director supremo del Cile fu la carica assegnata al capo di Stato e di governo del Paese dal 1814 al 1826, durante il periodo di transizione inaugurato con l'indipendenza dalla Spagna e conclusosi con l'istituzione della carica di Presidente.

## Lista
| N.                               |                               | Nome                            | Dal              | Al               | Partito      | Ruolo                                      |
| -------------------------------- | ----------------------------- | ------------------------------- | ---------------- | ---------------- | ------------ | ------------------------------------------ |
| 1                                |                               | Antonio José de Irisarri        | 7 marzo 1814     | 14 marzo 1814    | Patriots     |                                            |
| 2                                |                               | Francisco de la Lastra          | 14 marzo 1814    | 23 luglio 1814   | Patriots     |                                            |
| 3                                |                               | José Miguel Carrera             | 23 luglio 1814   | 2 ottobre 1814   | Indipendente |                                            |
| Riconquista spagnola (1814–1817) |                               |                                 |                  |                  |              |                                            |
| 4                                |                               | Francisco Ruiz-Tagle Portales   | 12 febbraio 1817 | 16 febbraio 1817 | Pelucones    |                                            |
| 5                                |                               | Bernardo O'Higgins Riquelme     | 16 febbraio 1817 | 28 gennaio 1823  | Militare     |                                            |
| 6                                |                               | Agustín Eyzaguirre Arechavala   | 28 gennaio 1823  | 29 marzo 1823    |              | Presidente della Junta Gubernativa         |
| -                                | Congresso dei Plenipotenziari |                                 | 29 marzo 1823    | 4 aprile 1823    |              | Triumvirato provvisorio delle tre province |
| -                                |                               | Ramón Freire Serrano            | 4 aprile 1823    | 13 agosto 1823   | Liberale     | ad interim                                 |
| -                                |                               | Diego José Benavente Bustamante | 13 agosto 1823   | 2 settembre 1823 |              | supplente                                  |
| 7                                |                               | Ramón Freire Serrano            | 2 settembre 1823 | 9 luglio 1826    | Liberale     |                                            |